# (18228) Hyperenor
(18228) Hyperenor ist ein Asteroid aus der Gruppe der Jupiter-Trojaner. Damit werden Asteroiden bezeichnet, die auf den Lagrange-Punkten auf der Bahn des Jupiter um die Sonne laufen.
(18228) Hyperenor wurde am 26. März 1971 von den niederländischen Astronomen Cornelis Johannes van Houten, Ingrid van Houten-Groeneveld und Tom Gehrels am Palomar-Observatorium (IAU-Code 675) entdeckt. Er ist dem Lagrangepunkt L5 zugeordnet.
Der Asteroid ist nach dem mythologischen trojanischen Helden Hyperenor benannt, einem Sohn des trojanischen Helden Panthoos. Er war ein Bruder des Euphorbos und des Polydamas.